# Copa Intertoto 1984
La Copa Intertoto 1984 fue la 24.ª edición de este torneo de fútbol a nivel de clubes de Europa. Participaron 40 equipos de países miembros de la UEFA.
No se declaró un ganador definido, ya que cada ganador de grupo se llevó la copa, pero se considera al Videoton FC de Hungría como el campeón por ser el club que mostró el mejor desempeño en el torneo.

## Fase de grupos
Los 40 equipos fueron divididos en 10 grupos de 4 equipos cada uno,¡ donde el vencedor de cada grupo ganó la copa y el premio monetario del torneo.

### Grupo 1
| Club                     | G | E | P | GF | GC | Pts. |
| ------------------------ | - | - | - | -- | -- | ---- |
| Bohemians Prague         | 5 | 0 | 1 | 20 | 7  | 10   |
| St. Gallen               | 2 | 2 | 2 | 8  | 13 | 6    |
| Borussia Mönchengladbach | 2 | 1 | 3 | 11 | 12 | 5    |
| Lyngby                   | 1 | 1 | 4 | 8  | 15 | 3    |

|     | BOH | STG | BOR | LYN |
| --- | --- | --- | --- | --- |
| BOH |     | 5-0 | 4-2 | 5-1 |
| STG | 3-2 |     | 1-3 | 2-1 |
| BOR | 0-2 | 1-1 |     | 5-0 |
| LYN | 1-2 | 1-1 | 4-0 |     |

### Grupo 2
| Club          | G | E | P | GF | GC | Pts. |
| ------------- | - | - | - | -- | -- | ---- |
| AGF           | 4 | 2 | 0 | 11 | 7  | 10   |
| Lillestrøm    | 2 | 3 | 1 | 10 | 7  | 7    |
| Baník Ostrava | 2 | 1 | 3 | 7  | 9  | 5    |
| Wismut Aue    | 0 | 2 | 4 | 6  | 11 | 2    |

|     | AAR | LIL | BAN | WIS |
| --- | --- | --- | --- | --- |
| AAR |     | 2-2 | 1-0 | 2-1 |
| LIL | 2-2 |     | 2-0 | 1-1 |
| BAN | 1-2 | 2-1 |     | 0-0 |
| WIS | 1-2 | 0-2 | 3-4 |     |

### Grupo 3
| Club               | G | E | P | GF | GC | Pts. |
| ------------------ | - | - | - | -- | -- | ---- |
| Fortuna Düsseldorf | 5 | 0 | 1 | 13 | 7  | 10   |
| Brøndby            | 3 | 1 | 2 | 16 | 11 | 7    |
| Liège              | 2 | 1 | 3 | 14 | 12 | 5    |
| Roda JC            | 1 | 0 | 5 | 5  | 18 | 2    |

|     | FOR | BRO | LIE | RJC |
| --- | --- | --- | --- | --- |
| FOR |     | 3-2 | 3-2 | 3-1 |
| BRO | 1-3 |     | 2-0 | 4-0 |
| LIE | 0-1 | 4-4 |     | 2-1 |
| RJC | 1-0 | 1-3 | 1-6 |     |

### Grupo 4
| Club                   | G | E | P | GF | GC | Pts. |
| ---------------------- | - | - | - | -- | -- | ---- |
| Standard Liège         | 3 | 2 | 1 | 14 | 8  | 8    |
| OB                     | 1 | 4 | 1 | 6  | 6  | 6    |
| Eintracht Braunschweig | 2 | 2 | 2 | 8  | 9  | 6    |
| Go Ahead Eagles        | 1 | 2 | 3 | 7  | 12 | 4    |

|     | STA | OBK | BRA | GAE |
| --- | --- | --- | --- | --- |
| STA |     | 3-0 | 4-1 | 4-2 |
| OBK | 1-1 |     | 1-1 | 3-0 |
| BRA | 3-1 | 0-0 |     | 2-1 |
| GAE | 1-1 | 1-1 | 2-1 |     |

### Grupo 5
| Club          | G | E | P | GF | GC | Pts. |
| ------------- | - | - | - | -- | -- | ---- |
| AIK           | 4 | 0 | 2 | 16 | 7  | 8    |
| Górnik Zabrze | 4 | 0 | 2 | 10 | 6  | 8    |
| Magdeburg     | 2 | 1 | 3 | 7  | 10 | 5    |
| Nuremberg     | 1 | 1 | 4 | 7  | 17 | 3    |

|     | AIK | GOR | MAG | NOR |
| --- | --- | --- | --- | --- |
| AIK |     | 2-3 | 2-0 | 8-2 |
| GOR | 1-0 |     | 3-0 | 1-0 |
| MAG | 0-2 | 2-1 |     | 3-0 |
| NOR | 1-2 | 2-1 | 2-2 |     |

### Grupo 6
| Club            | G | E | P | GF | GC | Pts. |
| --------------- | - | - | - | -- | -- | ---- |
| Malmö FF        | 4 | 1 | 1 | 10 | 4  | 9    |
| Karl-Marx-Stadt | 3 | 2 | 1 | 12 | 8  | 8    |
| Sturm Graz      | 1 | 2 | 3 | 6  | 8  | 4    |
| Luzern          | 1 | 1 | 4 | 4  | 12 | 3    |

|     | MAL | KMS | STU | LUC |
| --- | --- | --- | --- | --- |
| MAL |     | 3-0 | 1-0 | 1-0 |
| KMS | 2-1 |     | 2-1 | 5-0 |
| STU | 2-2 | 1-1 |     | 1-0 |
| LUC | 0-2 | 2-2 | 2-1 |     |

### Grupo 7
| Club         | G | E | P | GF | GC | Pts. |
| ------------ | - | - | - | -- | -- | ---- |
| Videoton     | 6 | 0 | 0 | 14 | 4  | 12   |
| IFK Göteborg | 3 | 0 | 3 | 15 | 10 | 6    |
| Vítkovice    | 2 | 1 | 3 | 6  | 9  | 5    |
| LASK Linz    | 0 | 1 | 5 | 3  | 15 | 1    |

|     | VID | GOT | VIT | LIN |
| --- | --- | --- | --- | --- |
| VID |     | 2-0 | 1-0 | 2-0 |
| GOT | 1-3 |     | 3-0 | 4-1 |
| VIT | 2-3 | 3-2 |     | 0-0 |
| LIN | 1-3 | 1-5 | 0-1 |     |

### Grupo 8
| Club             | G | E | P | GF | GC | Pts. |
| ---------------- | - | - | - | -- | -- | ---- |
| Maccabi Netanya  | 4 | 1 | 1 | 13 | 13 | 9    |
| Admira           | 3 | 2 | 1 | 15 | 6  | 8    |
| Wettingen        | 2 | 2 | 2 | 8  | 9  | 6    |
| Beitar Jerusalem | 0 | 1 | 5 | 6  | 14 | 1    |

|     | NET | AWM | WET | BEI |
| --- | --- | --- | --- | --- |
| NET |     | 2-1 | 2-2 | 4-3 |
| AWM | 6-0 |     | 3-1 | 2-2 |
| WET | 0-3 | 1-1 |     | 1-0 |
| BEI | 1-2 | 0-2 | 0-3 |     |

### Grupo 9
| Club               | G | E | P | GF | GC | Pts. |
| ------------------ | - | - | - | -- | -- | ---- |
| Zürich             | 4 | 0 | 2 | 7  | 7  | 8    |
| Spartak Trnava     | 3 | 1 | 2 | 12 | 9  | 7    |
| Ferencváros        | 2 | 2 | 2 | 9  | 6  | 6    |
| Austria Klagenfurt | 1 | 1 | 4 | 7  | 13 | 3    |

|     | ZUR | SPA | FER | AUS |
| --- | --- | --- | --- | --- |
| ZUR |     | 2-1 | 1-0 | 2-0 |
| SPA | 2-0 |     | 1-1 | 3-1 |
| FER | 3-0 | 3-1 |     | 0-0 |
| AUS | 1-2 | 2-4 | 3-2 |     |

### Grupo 10
| Club             | G | E | P | GF | GC | Pts. |
| ---------------- | - | - | - | -- | -- | ---- |
| GKS Katowice     | 3 | 3 | 0 | 9  | 4  | 9    |
| Vålerenga        | 2 | 3 | 1 | 11 | 10 | 7    |
| Wacker Innsbruck | 1 | 3 | 2 | 8  | 8  | 5    |
| Öster            | 0 | 3 | 3 | 7  | 13 | 3    |

|     | KAT | VAL | INN | ÖST |
| --- | --- | --- | --- | --- |
| KAT |     | 2-1 | 2-1 | 3-0 |
| VAL | 1-1 |     | 2-1 | 4-3 |
| INN | 0-0 | 2-2 |     | 2-0 |
| ÖST | 1-1 | 1-1 | 2-2 |     |